# 望城镇
望城镇，是中华人民共和国江西省南昌市新建区下辖的一个乡镇级行政单位。

## 行政区划
望城镇下辖以下地区：
望城街社区、璜溪街社区、省庄村、小桥村、三联村、四联村、青西村、青山村、幸福村、铜源村和文全村。